# Salvadora perská
Salvadora perská (Salvadora persica) je druh stálezelené mytické rostliny z čeledi salvadorovitých, o které je pod jménem "Arak" zmínka již v koránu.

## Výskyt
Tato subtropická až tropická rostlina je rozšířena téměř v celé Africe a v Asii od Blízkého východu včetně Arabského poloostrova až po indický subkontinent i některé ostrovy (Mauricius, Cejlon).
Roste v nadmořských výškách do 1800 m n. m. Nejhojnější je na územích sušších, která jsou alespoň občas zaplavována vodou, kolem napajedel v savanách a polopouštích, v blízkosti vodních toků nebo tam, kde svými mohutnými kořeny dosáhne k podzemní vodě. Protože sama není rostlinou obzvláště vysokou, vyskytuje se v biotopech s nízkou vegetaci, mezi keři nebo na travnatých pláních. Rostlina toleruje i vyloženě suché prostředí s průměrným úhrnem ročních srážek menším než 200 mm/m² (v ČR na nejsušším místě u Žatce asi 410 mm/m2). Je snášenlivá vůči zasoleným půdám, roste i na slaniskách nebo písečných dunách na pobřežích přímořských regionů.

## Popis
Salvadora perská je pomalu rostoucí neopadavý poléhavý či vzpřímený keř nebo malý strom dorůstající do výšky 1 až 3 m, jen zřídka vyšší. Hlavní kmen bývá pokřivený, brzy se větví a vytváří nesouměrnou korunu s převislými větvemi. Našedle hnědá kůra je drsná, mladé zelené větve jsou oblé a posety šedými chlupy. Pod kůrou se nachází měkké, bělavě žluté dřevo. Poněkud sukulentně vypadající jednoduché listy s řapíky 1 až 2 cm vyrůstají většinou v protisměrných párech. Jsou kopinaté až úzce eliptické, mají bázi klínovou a špičatý nebo zaoblený vrchol, jsou veliké zhruba 7 x 3 cm. Listové čepele mají barvu světle až tmavě zelenou, jsou lysé nebo pýřité, mnohdy s bradavičnatými žláznatými tečkami. Zpeřená žilnatina čepele je tvořena 5 až 6 odbočnými páry. Listy voní po řeřiše nebo hořčici.
Malé oboupohlavné květy, zelenkavé nebo žluté, mající od 3 do 4 mm v průměru, vyrůstají ve volných, úžlabních nebo terminálních latách až 30 cm dlouhých, bývají přisedlé nebo stopkaté. Kalich má 4 kulaté lístky 1 mm dlouhé, zvonkovitá koruna je tvořena 4 laločnými lístky dlouhými 3 mm mírně ve spodu srostlými. Tyčinky, také 4, jsou umístěné v trubce koruny, která je na konci roztažena a kratší tyčinky z ní vystupují. Semeník je jednopouzdrý, čnělka je velmi krátká nebo vůbec chybí, kulatá blizna přisedá středem. Květy jsou opylovány hmyzem.
Jedlé plody, průsvitné kulovité peckovice o průměru 3 až 10 mm, jsou barvy od bílé přes růžovou, červenavou až po purpurovou. Obsahují po jediném růžovém až purpurovém semenu vážícím průměrně 3,4 g, podržuje si klíčivost až 3 roky.
Rostliny se rozmnožují výhradně semeny, která ve volné přírodě roznášejí živočichové krmící se jejich plody. Semena nemají po dozrání žádné období dormance, vyklíčí brzy po odstranění dužiny obsahující inhibitory klíčení. Rostliny se uměle pěstují na plantážích nebo se vysazují jako živé ploty.

## Význam
Jedním z hlavních užitných vlastností salvadory perské je pro muslimy možnost naplnit náboženské doporučení a používat nejméně pětkrát denně "miswák" k čistění zubů. Jsou to mladé větvičky nebo kořeny dlouhé 10–20 cm o průměru 3–5 mm s jedním roztřepeným koncem, které se získávají převážně ze salvadory perské. Toto čistění zubů používané u muslimské populace již více než 1000 let je úspěšné, má dobré čisticí a lešticí účinky a rostlina obsahuje také antimikrobiální látky, které potlačují růst bakterií a tvorbu zubního plaku. Zhotovený z kořene navíc potlačuje bolest zubů. Rostlinné výtažky jsou i v současné době ceněnou přísadou některých kosmetických přípravků, například pro bělení zubů.
Plody lze jíst syrové, vařené nebo sušené, jsou sladké, aromatické s mírně pikantní chuti. Obsahují okolo 1,75 % cukru, zhotovují se z nich i kvašené nápoje. Listy mají hořčičnou chuť a vaří se z nich omáčky nebo slouží jako příloha k masovým pokrmům. Ze semen se lisuje olej, kterého obsahuje asi 30 %. Olej sice není jedlý, ale po vyčistění je náhradou za kokosový olej a vyrábí se z něj mýdla a detergenty. Dřevo je lehké a snadno opracovatelné, není napadáno termity, používá se na topení, pro zápach není vhodné k vaření. V léčitelství je plodů, listů a kořenů užíváno v širokém měřítku, od léčby kapavky přes žaludeční obtíže až po revmatizmus.